# Сполучене Королівство Великої Британії та Ірландії
Сполу́чене Королі́вство Вели́кої Брита́нії та Ірла́ндії було створене 1 січня 1801 року злиттям Королівства Великої Британії з Ірландським королівством. Воно існувало до створення Ірландської Вільної держави в 1922 році і пізнішого перейменування країни на «Сполучене Королівство Великої Британії та Північної Ірландії» в 1927 році.

## Війна з Наполеоном (1801—1814)
У 1799 р. проти Французької республіки склалася нова коаліція. Успіхи французів змусили Австрійську монархію та Російську імперію в союзі з південно-німецькими державами взятися за зброю. Ще того самого року в Нідерландах з'явилася російсько-британська експедиція під начальством герцога Йоркського, яка не мала, проте, успіху. Усі зусилля союзників призводили тільки до ще швидшого зростання могутності супротивника. Уже в 1801 р. Австрія і Королівство Пруссія уклали Люневільський мир; Велика Британія знову опинилася одна, без союзників. Незважаючи на це, вона відкинула мирні пропозиції Бонапарта і у відновленні збройного нейтралітету між Російською імперією, Швецією та Данією-Норвегією для взаємного захисту своєї торгівлі від британських насильств угледіла пряме оголошення війни. Нельсон отримав наказ силою пройти через Ересунн і дістатися Балтійського моря. У відповідь на це Королівство Пруссія зайняло своїми військами Ганновер.
Сходження на престол у Росії імператора Олександра I дало стану справ новий оборот. У червні 1801 р. британський кабінет уклав з Російською імперією договір про мореплавання, до якого доєдналися також Швеція і Данія-Норвегія. Щоб полегшити укладення миру, Вільям Пітт молодший поступився в березні 1801 р. своїм місцем Генрі Аддінгтону, який 27 березня 1802 р. уклав Ам'єнський мир. Велика Британія повинна була повернути Французькій республіці, Іспанській імперії та Батавській республіці всі свої завоювання, за винятком Тринідаду та Цейлону.
18 травня 1803 р. британський кабінет зі схвалення всіх партій знову оголосив війну Французькій республіці. Загалом усі британські сили були зосереджені в Ла-Манші для відбиття потенційної висадки французів у Великій Британії. Міністерство Аддінгтона пішло у відставку, і управління знову перейшло до Вільяма Пітта. Він негайно оголосив війну таємній союзниці Французької республіки, Іспанській імперії, і в квітні 1805 р. уклав союз з Російською імперією, відкинувши мирні пропозиції Наполеона. У серпні 1805 року до російсько-британського союзу приєдналися Австрійська імперія і Швеція, і тоді ж Нельсон розгромив іспансько-французький флот біля Трафальгару.
Але ця перемога не спокутувала поразки союзників в Австрійському поході, і після Пресбурзького миру (26 грудня 1805 року) Французька імперія прийняла щодо Великої Британії ще грізніше становище, ніж будь-коли. Необхідність спокою відчувалася тепер усіма партіями. Тому нове міністерство Фокса та Гренвілля, що утворилося після смерті Пітта, у січні 1806 р., відкрило переговори про мир, які, однак, не призвели до мети. Наполеон, між іншим, пропонував Великій Британії назад Ганновер, внаслідок чого Королівство Пруссія легко дало себе схилити на союз з Російською імперією і Австрійською імперією. Під час цієї нової війни Наполеон видав свій знаменитий едикт про блокаду європейських гаваней, до крайності тиснув торгівлю між материком і Великою Британією і оголосивши всі британські судна і товари здобиччю кожного бажаючого. Нещасний результат пруссько-російської війни проти Франції, що закінчився в липні 1807 р. Тільзитським миром, установа Рейнського союзу, дружба Російської імперії і Французької імперії — все це позбавило Велику Британію жодної підтримки на материку. Щоб утримати за собою, принаймні, Османську імперію, британський уряд наказало адміралу Денкворту провести в лютому 1807 р. демонстрацію у Дарданеллах, але цим досягло прямо протилежного результату: Османська імперія прийняла сторону Французької імперії.
Незабаром після того британський флот під командуванням Гамбіера з'явився в Ересунні, бомбардував Копенгаген і забрав із собою данський флот. Як наслідок цього — оголошення війни з боку Російської імперії та Данії-Норвегії. Для Великої Британії були тепер закриті всі європейські гавані, крім Португальського королівства і Швеції, і вона могла протиставити цій загальній блокаді тільки контрабандну торгівлю. Вже тільки через це для неї було необхідно продовжувати війну, чого б вона їй не коштувала. У березні 1807 р. міністерство Гренвілля з питання про емансипацію католиків зазнало поразки і було замінено ультрапротестантським кабінетом Портленда та Персиваля, у якому іноземні справи перейшли в талановиті руки Кеннінга. Користуючись повстанням іспанців, новий кабінет відправив британський корпус до Португалії, під начальством Артура Веллслі, майбутнього герцога Веллінгтона, а інший корпус, під начальством Мура — до Іспанії. Завдяки тому, що частина французьких сил була відвернута новою війною з Австрією (1809), Велслі в союзі з іспанськими повстанцями скоро отримав значну перевагу на півострові. Але Шенбруннський мир, підписаний у жовтні 1809 р., знову підняв Наполеона і Французьку імперію на вершину могутності. Континентальна система, до якої, внаслідок придворної революції, долучилася і Швеція, могла бути підтримувана тепер без всяких послаблень. До того ж успіхи британської зброї на Піренейському півострові помітно стали слабшати; до кінця 1810 р. у руках британців залишалися лише Кадіс та Лісабон. Зате на морі Велика Британія і раніше утримувала свою перевагу, тоді як французи втратили за цей час всі свої колонії.
Зміна особистостей у вищих урядових сферах з 1809 р. нічого не змінила в войовничій політиці Великої Британії. Після смерті Портленда управління залишилося в руках Персиваля. Внаслідок невиліковного божевілля Георга III старший син його, принц Уельський, став регентом, спочатку з обмеженими, а потім з повними королівськими прерогативами. Віги розраховували завдяки цій зміні стати біля керма правління, але регент несподівано для всіх став на бік торі і після вбивства Персиваля поставив на чолі міністерства лорда Ліверпуля, тоді як закордонні справи перейшли до Кестльрі.
Невдалий похід Наполеона в Росію послужив поворотним пунктом, на який так довго чекала британська політика. Після відступу французів з Москви британський кабінет вжив всі можливі зусилля, щоб спонукати європейські держави до дружної боротьби з Наполеоном. Паризький мир (30 травня 1814 року) увінчав собою зусилля Великої Британії. Наполеон упав, Франція була принижена; всі моря, всі гавані і берега знову відкрилися для британських вітрил, і ніяке питання європейської політики не могло бути вирішене поза волею і проти інтересів остров'ян. Земельні придбання, отримані Великою Британією з цього миру, були величезні, якщо навіть не вважати її завоювань на індійському материку. Франція повинна була уступити їй Мальту, Іль-де-Франс (Маврикій), Тобаго, Сент-Люсію та Сейшельські острови; Голландія — Демерара (у Гаяні) з чудовими бавовняними плантаціями, мис Доброї Надії і весь Цейлон; Данія — Гельголанд. Іонічні острови були поставлені під її верховне заступництво. Повернення Наполеона з острова Ельби доставило їй нову славу при Ватерлоо. Загальний мир повів за собою також залагодження незгод з Сполученими Штатами Америки, які з 1812 р. боролися проти насильств, скоєних британськими кораблями над нейтральними державами. Війна велася обома сторонами з перемінним успіхом і скінчилася, у грудні 1814 р. миром у Генті.
За час цих воєн національний борг Великої Британії досяг величезної цифри і обрушився всією своєю вагою на нижчі класи населення. Погані врожаї ще більше підняли ціни на хліб, і без того штучно піднесені «хлібними законами», за якими іноземний хліб дозволялося ввозити до Великої Британії тільки в такому випадку, коли ціни на тубільний хліб доходили до певної, дуже високої норми. Нарешті, континентальна система посилила промислову діяльність на материку, і британські товари, що вироблялися у величезних кількостях, не знаходили достатнього збуту. Бурхливі народні збори, бунти і ексцеси голодуючого пролетаріату стали звичайним явищем, а уряд торі не зумів протиставити цим явищам нічого іншого, окрім скасування Habeas corpus, сорому друку, заборони зібрань і носіння зброї. Ці заходи ще більше розпалювали народне незадоволення, і в багатьох фабричних округах спалахнули справжні повстання. Так, наприклад, у Манчестері проти народу довелося вжити у справу зброю (1819).

## Георг IV (1820—1830)
Серед цього бродіння 29 січня 1820 регент вступив на престол під ім'ям Георга IV. Перший значний акт його правління — непорядний процес про розлучення з його дружиною, Кароліною Брауншвейгською — ще більше запалився народну ненависть до двору і міністрів. Зовнішньому спокою теж загрожувала небезпека внаслідок ускладнень, викликаних революціями в Іспанії, Неаполі та Греції. Міністри торі залишилися вірні консервативній політиці, сподіваючись у зміцненні легітимного принципу на материку знайти опору і для британської аристократії. Але коли після самогубства Кестльрі (12 серпня 1822 року) Каннінг вступив до Міністерства закордонних справ, у зовнішній політиці Великої Британії стався рішучий переворот. У ставленні до інших держав він прийняв принцип невтручання; намагався, хоч і даремно, перешкодити вступу французів до Іспанії для відновлення колишньої урядової системи; прийняв на себе почин у визнанні Грецької республіки воюючою державою, і 1 січня 1825 року перший визнав південно-американські республіки.
У внутрішній політиці теж виявилося прагнення стати ближче до бажань і потреб народу. Вже під час війни була заборонена торгівля невільниками. 1824 року був виданий закон, яким за цю торгівлю накладалися такі ж покарання, як за морський грабіж. Цим покладено початок емансипації невільників. Ревно прагнули Каннінг і міністр фінансів Гескіссон до підняття торгівлі та полегшенню податків, внаслідок чого спокій поступово знову запанував у країні. Страшна торгова криза, викликана акціонерною грою і торговими стосунками з південно-американськими штатами, пройшла завдяки цьому без серйозного потрясіння, особливо коли 1826 року були знижені хлібні мита. Але в Ірландії політичне і соціальне становище, як і раніше зберігало свій грізний характер. Негайно за укладення миру Даніель О'Коннел заснував «католицьку асоціацію», найближчою метою якої була давно обіцяна, але постійно відкидаєма торі емансипація католиків. Каннінг, зі свого боку, спробував домогтися того ж від парламенту, але його білль, прийнятий нижньою палатою, був відкинутий палатою лордів. Очікування ірландців зросли, коли в квітні 1827 р. Ліверпуль вийшов у відставку і Каннінг зайняв пост першого міністра. Ця зміна мала своїм безпосереднім наслідком вихід у відставку Веллінгтона, Піля та інших, і Каннінг утворив нове міністерство, до якого вступив герцог Кларенський, спадкоємець престолу. Лорди підняли цілу бурю проти нового міністерства, але зате народ вітав у ньому провісника великих реформ. Правда, до пори до часу, ці реформи були відстрочені, тому що 8 серпня 1827 року Каннінг †, встигнувши лише укласти договір з Російською імперією та Королівством Франція щодо звільнення Греції. Лорд Годріч, який зайняв його місце, мав незабаром вийти у відставку внаслідок труднощів, викликаних португальськими справами і Наваринською битвою. Після цього Веллінгтон склав нове міністерство, у якому зайняв місце і Піль.
Безсила політика цього кабінету в греко-османському питанні і в Королівстві Португалія, де після виступу посланих туди Каннінгемом британських військ Дон Мігель повалив конституцію, викликала в країні вибух невдоволення. Ірландія теж захвилювалася при звістці про складання нового міністерства, від якого треба було чекати не реформ, а нового гноблення. Розпалася було католицька асоціація знову згуртувалася; протестанти відновили свої оранжистські ложі і Брауншвейгські клуби. У цьому небезпечному становищі Веллінгтон зважився зробити перший крок до емансипації католиків. У лют. 1829 Піль вніс до нижньої палати пропозицію про скасування «Test act»'a і, коли воно було прийнято, запропонував інший білль, яким, під умовою присяги у вірності, католикам відкривався доступ до парламенту. Цей білль, прийнятий після гарячого опору торі, хоча і не полегшив тяжкого становища Ірландії, але порушив надії на подальші реформи в усіх шарах народу. На чергу виступив тепер питання про парламентську реформу. У лютjve 1830 року лорд Россель вніс до нижньої палати проект парламентської реформи, відкинутий більшістю 23 голосів. Роздратування народу, викликане відхиленням цього закону, було таке велике, що міністри марно намагалися заспокоїти уми скасуванням обтяжливих податків на життєві засоби. О'Коннел, після емансипації католиків засідав у парламенті, скористався цим положенням справ і виступив з вимогою про знищення союзного акта, що з'єднував Ірландію з Великою Британією.

## Вільгельм IV (1830—1837)
Серед цього загального збудження умів 29 червня 1830 року помер Георг IV, і на престол вступив його брат, герцог Кларенський, під ім'ям Вільгельма IV. Проти всіх очікувань, новий король, незважаючи на всім відому прихильність його до реформ, утримав міністерство Веллінгтона. Але в той же час він визнав Липневу монархію у Королівстві Франція, і ця поступка народним симпатіям справила сприятливе враження в країні. Однак, у знову обраному парламенті більшість належала вігам, і палата негайно завдала поразки міністерству з питання про зміст двору. Веллінгтон подав у відставку, і король доручив складання нового кабінету пристарілому графу Грею, помірному, але послідовному Вігу. У новий кабінет увійшли такі прихильники реформи, як Брум (Brougham), лорди Голланд і Джон Россель, а також деякі члени помірної фракції торі, як, наприклад, Пальмерстон, який отримав портфель закордонних справ. Вже 3 лютого 1831 року Джон Россель вніс до парламенту білль про реформу; Але вона відбулася після запеклого опору з боку торі тільки в червні 1832 року.
Новий закон надовго забезпечив панування за вігами, і вони охоче зупинилися б на цій, хоч і багатою наслідками, але все ж досить помірній реформі. Не так, проте, думали реформісти з народу, так звані радикали, які винесли білль на своїх плечах і бачили в ньому лише початок подальших поліпшень у державному організмі. Тому міністерство з тривогою очікувало розпущення старого і відкриття нового парламенту, який вперше повинен був зібратися на підставі нового виборчого закону. Засідання відкрилися 5 лютого 1833 року, і незабаром було висунуто питання про тривожне становище Ірландії. Між тамтешніми католиками склалися спілки, систематично відмовляється англиканскому духовенству у сплаті церковної десятини. Що виникли внаслідок цього заворушення змусили Грея внести особливий білль, яким лорду-лейтенанту надавалося право у відомих випадках вдаватися до дії військових судів. Білль пройшов, попри сильну опозицію. Для заспокоєння умів міністерство слідом за тим внесло в обидві палати білль про реформу Ірландської церкви, яким передбачалося скасувати церковний податок, скоротити число єпархій та парафій і роздати в оренду церковні землі. Цей білль, який завдав істотної шкоди інтересам англіканської церкви, пройшов з деякими змінами в обох палатах. Ще меншу відсіч зустріла проведена в тій же сесії скасування невільництва в британських колоніях, а також скасування привілеїв Ост-Індської компанії. Для поліпшення поземельних відносин в Ірландії міністерство внесло в сесію 1834 року десятинний білль, за яким десятинний збір з натуральної повинності був звернений у грошову і покладено не на орендаря, а на власника землі.
Понад те було постановлено, щоб надлишки від ірландських церковних доходів, були вживані на загальнокорисні цілі, переважно на утримання шкіл і бідних. Але це останнє визначення — так званий апропріаційний параграф — викликала сильне невдоволення з боку торі і взагалі протестантів і врешті-решт було відкинуто. Слідом за тим 19 липня 1834 року Грей відмовився від головування в міністерстві, і його місце зайняв лорд Мельбурн, але характер міністерства залишився той же. 16 серпня, після того, як верхня палата відкинула прийнятий громадами десятинний білль, бурхливий парламент був закритий. Торі скористалися цією відстрочкою, щоб відновити народ проти міністерства, поширюючи побоювання щодо таємних зносин кабінету з О'Коннелом. І дійсно, їм вдалося до такого ступеня залякати короля, що 14 листопада 1834 року він несподівано для всіх розпустив кабінет. Оскільки помірні віги відмовилися вступити в союзне міністерство, то Пілю довелося утворити чисто торійський кабінет.
30 грудня парламент був розпущений, але вже 19 лютого 1835 р., слідом за відкриттям нового парламенту, цілком з'ясувалося, що міністерство не користується довірою палати. Кілька ліберальних пропозицій Піля — скасування місцевих духовних судів і звільнення діссентерів від обов'язку вінчатися в державній церкві — були прийняті, але під час дебатів про знову запропонованому Десятинному біллі лорд Россель вніс поправку щодо збільшення відкинутого колишньої палатою апропріаційного параграфа, яка і була прийнята, внаслідок чого міністерство мало подати у відставку. Король звернувся до Мельбурна, і той склав кабінет зі своїх колишніх товаришів. Міністри скористалися цією перемогою, щоб провести надзвичайно важливу міру. Міське управління перебувало у Великій Британії в самому сумному становищі. Магістрати звичайно самі поповнювали свій склад, обкладали жителів довільними повинностями і відмовляли їм у праві участі в міських справах. Россель вніс білль, яким встановлювався новий порядок обрання міських властей, і виборче право надано кожному платнику податків. Білль пройшов в обох палатах, але десятинний білль, внесений разом з апропріаційним параграфом, був знову відкинутий палатою лордів.
Парламентська сесія 1836 року показала, що загалом віги все ще користуються довірою народу, хоча вожді радикалів наполягали на діяльнішої перетворювальної політиці. Перш за все, необхідно було вжити заходів проти оранжістскіх лож, які стали тепер спрямовувати свої нападки прямо проти престолу. Заходи ці були дозволені парламентом, після чого Россель вніс білль про реформу ірландських міст, які перебували ще в гіршому становищі, ніж британські. Білль був відкинутий верхньою палатою. Запекло нападали торі і на зовнішню політику уряду. Ще 22 квітня 1834 року між Великою Британією, Францією, Іспанією і Португалією укладений був так званий Четверний Союз для захисту ліберальних установ на Піренейському півострові проти абсолютистських зазіхань Дон Карлоса і Дон Мігеля, які, як представники легітимності, мали за себе симпатії торі. Тепер уряд дозволив вербування британського легіону на службу конституційного уряду Іспанської імперії, чим викликало проти себе цілу бурю на лавах опозиції. Засідання парламенту 1837 відкрилися знову дебатами по ірландських справах, і хоча запропонований Росселем закон про бідних в Ірландії отримав величезну більшість в обох палатах, але зате тим завзятіше розгорілася боротьба за Міський і Десятинний биллі для Ірландії. У той самий час, як напруга партій досягло своєї вищої точки, у ніч з 19 на 20 червня 1837 року помер король Вільгельм IV, і буря на час вляглася.

## Вікторіанська епоха (1837—1901)

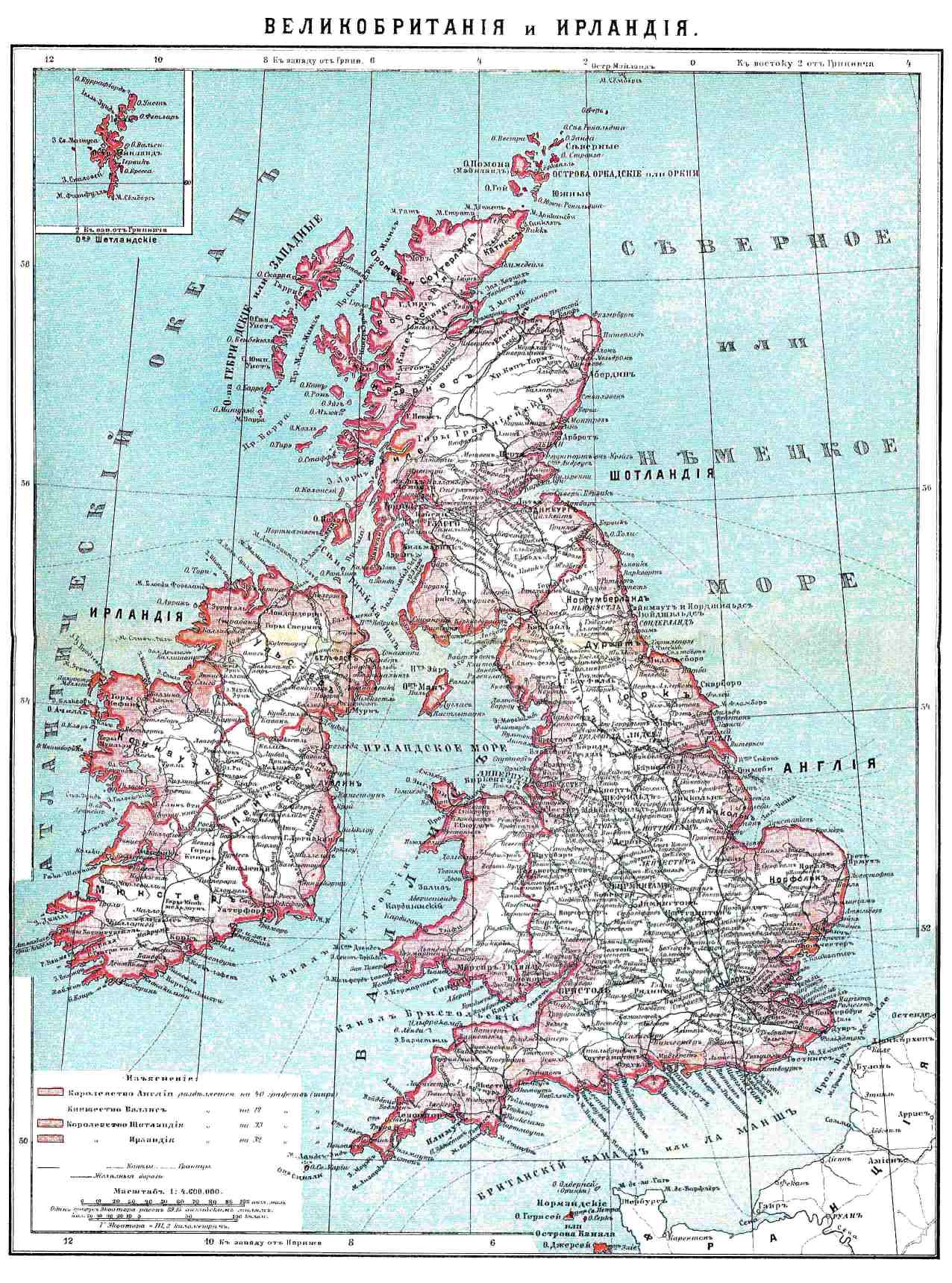
Карта Великої Британії початку XX століття з енциклопедії Брокгауза і Ефрона

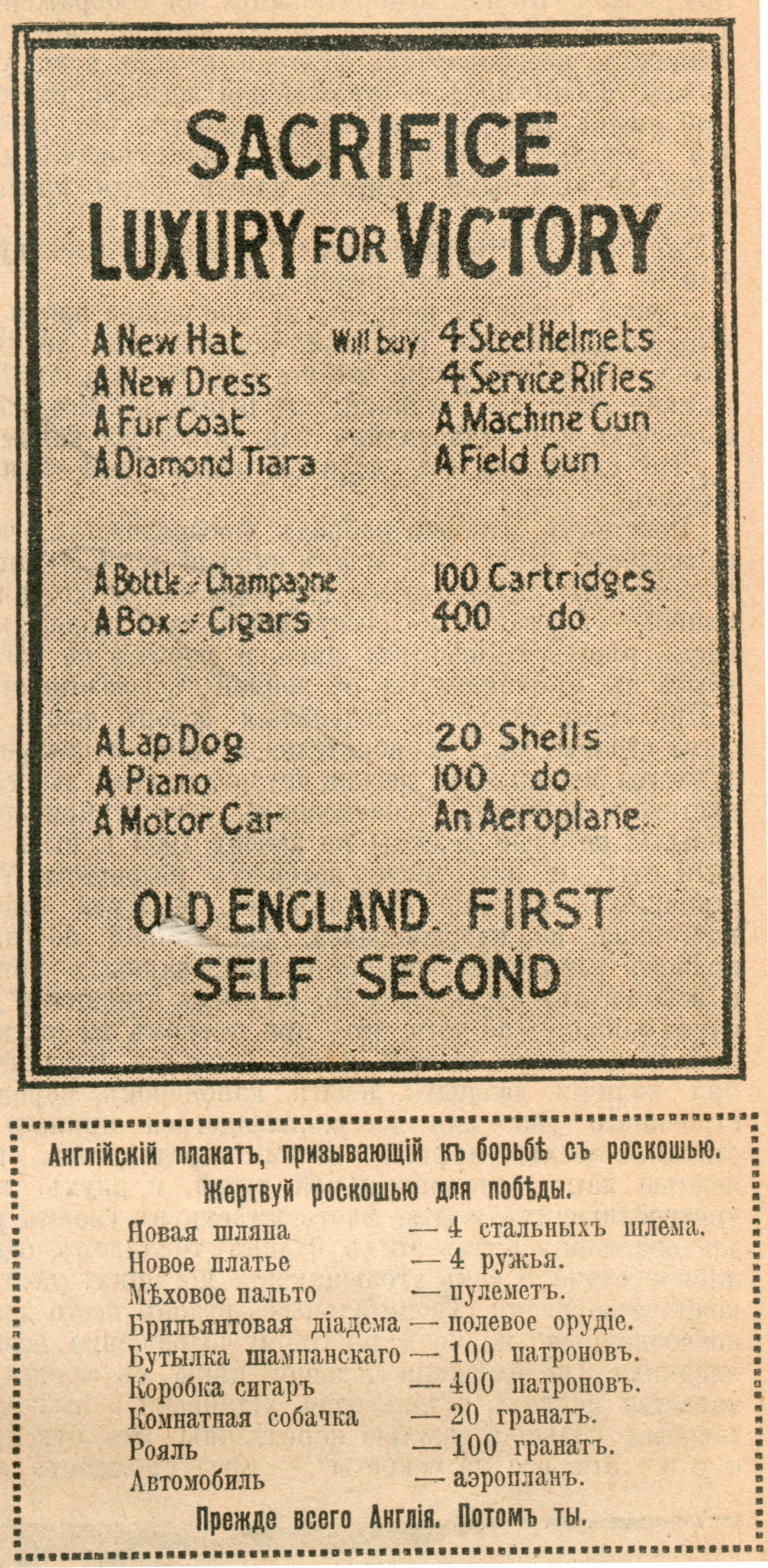
Спочатку-Англія. Ти-потім. Плакат Перша світова війна 1916

Зі сходженням на престол королеви Вікторії в державному житті Великої Британії настав період глибоких внутрішніх перетворень, поступово змінили її старий аристократичний лад у дусі сучасного демократизму. Перші роки нового правління були ознаменовані рухом чартистів на користь доставлення народу однакових прав з вищими і середніми класами. Чартисти вербували прихильників переважно серед робітничих мас у великих промислових містах і під кінець прийняли характер відкритого повстання, придушеного тільки суворими заходами.
Міністерство лорда Мельбурна в 1841 р. повинно було поступитися своїм місцем консервативному кабінету Роберта Піля. Але глухе незадоволення проти хлібних законів, досягла таких розмірів, що навіть консерватори не могли обійтися без деяких поступок. Хлібні закони були спочатку пом'якшені, а потім остаточно скасовані, головним чином, під тиском Ліги проти хлібних законів, заснованої Джоном Кобденом і підтриманої діячами ліберальної партії, між іншим, Джоном Росселем. Торгівля хлібом стала вільною, і британський народ набув право вгамовувати свій голод дешевим хлібом.
В області зовнішньої політики Великої Британії протягом перших років правління королеви Вікторії виступала всюди як би природною захисницею народних прав.
Страхіття повстання сипаїв в Індії в 1857 року послужило приводом до остаточного скасування Ост-Індійської компанії і підпорядкування найбільшої колонії у світі безпосередній владі британського уряду. Громадянська війна в США викликала з боку британських консерваторів прояви гарячої симпатії до рабовласницьких штатів, що наробили Великій Британії чимало клопоту, улаженних тільки в 1872 р. третейським судом у Женеві.
Вона дала себе втягнути також у мексиканську експедицію, затіяну Наполеоном з метою нашкодити Сполученим Штатам, але вчасно відступила, розгадавши справжні наміри свого союзника. У 1863 році Велика Британія, з ініціативи Гладстона, здійснила акт високої міжнародної справедливості, повернувши Іонічні острови, що знаходилися під її протекторатом з 1815 року, їх стародавній батьківщині, Грецькому королівству.
Між тим, справа реформи хоча повільно, але постійно посувалася вперед і остаточно перемогла у 1866 році, коли після смерті Пальмерстона главою міністерства став Джон Россель, а роль голови Палати громад перейшла до Гладстона. Вже в тому ж році Гладстон вніс білль про парламентську реформу, що містила в собі значне розширення виборчих прав нижчих класів. Цей білль був відхилений, і міністерство повинно було вийти у відставку.
Новий консервативний кабінет Дербі-Дізраелі з першого ж кроку переконався у неможливості відкладати далі задоволення назрілої в народі потреби в політичних правах, і в 1867 р. Дізраелі запропонував свій власний проект реформи, навіть радикальніший, ніж торішній білль Гладстона, який був прийнятий обома палатами. Перші вибори, які відбувалися на підставі нового виборчого закону, принесли значну перевагу партії Гладстона, якому і було доручено формування нового кабінету.
Діяльність цього кабінету ознаменувалася цілим рядом надзвичайно важливих реформ:
- У 1869 році скасована Ірландську національну церкву.
- У 1870 році видано новий закон про народну освіту і прийнятий ірландський поземельний білль.
- У 1871 році скасовано продаж дипломів в армії.
- У 1872 році прийнята система таємного голосування на виборах.

Фінансова політика Гладстона була в повному розумінні блискуча, але не можна сказати того ж про його іноземну політику. Він спокійно дав здійснитися розгрому Франції і змушений був визнати фактичне скасування статей Паризького трактату 1856 р., якими обмежувалися права Російської імперії на Чорному морі. У 1874 р., зазнавши поразки з питання про університетську освіту в Ірландії, Гладстон розпустив парламент, але після нових виборів повинен був поступитися своїм місцем лорду Біконсфільду (Дізраелі).
Про внутрішні законодавчі роботи у весь час управління консервативного міністерства не було й мови. Блискучий успіх Біконсфільда на Берлінському конгресі, проголошення королеви Вікторії імператрицею Індії, переважне становище, зайняте Великою Британією в Єгипетському хедиваті внаслідок переходу в її руки більшості акцій Суецького каналу, приєднання Кіпру, африканська експедиція проти зулусів, — все це приємно лоскотало шовіністські інстинкти частини англійської нації і гальмувало мирний хід її розвитку.
У зовнішніх справах ліберальний кабінет виявився менш вдалим. Єгипетське повстання, кероване Арабі-пашою, хоча і було усмирено, але весь Судан потрапив у владу махдістів. Ці невдачі послабили вплив Гладстона, і він повинен був поступитися владою торійському міністерству лорда Солсбері. Короткочасне управління нового міністерства ознаменувався приєднанням Бірманської імперії до Британської імперії.
На виборах 1885 р., що відбувалися на підставі нового закону, партія Гладстона взяла гору, і в сформований ним новий кабінет увійшли багато радикальних елементів. Зважаючи вирішального значення, придбаного при готівковому складі парламентських партій представниками ірландської автономії, Гладстон негайно виступив з двома законами, що мали метою умиротворення Ірландії. Першим законом передбачалося за допомогою державної викупної операції звернути ірландське землеволодіння у вільну селянську власність, а другим — дарувати Ірландії самостійний уряд і особливий місцевий парламент. Останній проект порушив сильну опозицію в країні і повів до розколу в надрах самої партії Гладстона. Його міністерство впало 9 червня 1885
Консервативний кабінет Солсбері в справах зовнішньої політики незмінно йшов по стопах Біконсфільда. Головним актом його внутрішньої діяльності повинен бути визнаний виданий в 1889 р. новий закон про устрій графств, який додав британському самоврядуванню ширшу виборну основу.

## XX століття
У XX століття Велика Британія ввійшла найбільшою колоніальною державою світу (Британська імперія). В 1900 році заснована Лейбористська партія Великої Британії.

## Цікаві факти
У XVIII столітті в Англії існувала посада королівського відкривача океанських пляшок з листами. Тільки йому дозволялося їх відкривати А тим людям, які відкривали пляшки самостійно загрожувала смертна кара, тому що в таких пляшках могла міститися інформація державної ваги.